# (9908) Aue
(9908) Aue est un astéroïde de la ceinture principale.

## Description
(9908) Aue est un astéroïde de la ceinture principale. Il fut découvert par Cornelis Johannes van Houten, Ingrid van Houten-Groeneveld et Tom Gehrels le 25 mars 1971 à l'observatoire Palomar. Il présente une orbite caractérisée par un demi-grand axe de 2,9 UA, une excentricité de 0,055 et une inclinaison de 2,48° par rapport à l'écliptique.
Il fut nommé en hommage à l'écrivain germanique Hartmann von Aue (1160-1210), considéré comme un des grands poètes épiques de la littérature du moyen haut allemand.

## Compléments